# 보드웰 고등학교
보드웰 하이스쿨은 캐나다 British Columbia주 North Vancouver에 위치한 8학년부터 12학년까지의 남녀공학 국제사립고/보딩스쿨이다.

## 연혁
보드웰 하이스쿨은 1991년 벤쿠버에 설립되었고 대학을 준비시키기 위한 8-12학년까지의 남녀공학 국제사립고/기숙학교이며 교파는 따로 없다. 2005년 9월 노스벤쿠버의 Harbourside Drive로 이전하였으며 Burrard Inlet과 Vancouver harbour의 경관을 바라보고 있다. 보드웰의 목표는 세계의 다양한 문화적 환경을 조성하여 적극적으로 배우고 다방면으로 갖춰져서 세상에 기여할 인재를 양성하는데 있다.
보드웰의 프로그램은 BC주 교육부에서 주관하는 Provincial Curriculum을 따르고 있다. 졸업 프로그램을 완수한 학생은 교육부에서 발행한 고등학교 졸업증명서를 수여하게 된다.
2013년 겨울학기 보드웰에는 35개국의 학생이 재학중이다.

## 학교 문화 & 철학
보드웰의 모토 및 슬로건은 “Strength in Diversity”이다.

## 상
보드웰은 2014년 Study Travel Magazine 의 "STM Star High School Award"를 수여하게 되었다.

## 인증
보드웰은 BC주 교육부로부터 인증받고 있다.

## 멤버쉽
보드웰은 BC주 Council for International Education (BCCIE)의 회원이다. the Federation of Independent Schools British Columbia (FISA), Study in British Columbia, Imagine Canada, the Canada Eurasia Russia Business Federation (CERBA), and the Brazilian Educational & Language Travel Association (BELTA).